# Lögarängen
Lögarängen är en  stadsdel i det administrativa bostadsområdet Djäkneberget-Stallhagen i Västerås vid Mälaren. 
Lögarängen är ett område för fritid och rekreation. Här finner man från öster med start vid Svartåns mynning en båthamn som i söder omgärdas av Åpiren, och i väster av Lögapiren. I denna del ligger också Västerås Cable Park, den år 2016 invigda Västerås Skatepark  och båtuppställningplatser. 
I mitten finns Lögastrand med sandstrand mot Mälaren, stora trädäck för solbad, stora gräsytor för rekreation, festivaler eller sommarbio. Lögastrand färdigställdes år 2014. På högsta punkten finns konstverket ”Måsarna” som fungerar som riktmärke. 
I västra delen ligger det gamla Lögarängsbadet, ett inomhusbadhus, även med pooler utomhus. I områdets västligaste del har ett nytt badhus byggts. Byggstart skede under 2017 och det stod klart i juni 2019. Det gamla badhuset kommer att rivas och det gamla utomhusbadet kommer att renoveras. Det planeras bli färdigt till sommaren 2020.[uppföljning saknas]
Längs hela stranden finns en kombinerad cykel och promenadväg, där det även finns mindre bryggor ut i Mälaren.
I Mälaren vid Lögarängen anordnas event, såsom segeltävlingar och simtävlingar till exempel Elbasimningen som genomfördes för 100:e året 2016.
Området avgränsas i norr av järnvägen (Mälarbanan), i öster av Svartån, i söder av Mälaren och i väster av stadsdelen Gustavsvik.
Lögarängen gränsar i väster till Gustavsvik, i norr, andra sidan järnvägen, till stadsdelarna Stohagen och Stallhagen och i öster till Östra Hamnen.